# Irpicodon
Irpicodon is een monotypisch geslacht van schimmels behorend tot de familie Amylocorticiaceae. Het geslacht bevat een soort, namelijk Irpicodon pendulus.